# Mulher (álbum de Matogrosso & Mathias)
Mulher é o nono álbum de estúdio da dupla sertaneja Matogrosso & Mathias, lançado em 1985. O álbum representa uma mudança de direção na carreira da dupla por ter músicas modernas e mais instrumentadas na época, deixando de lado o sertanejo tradicional, e principalmente pelo sucesso "De Igual Pra Igual" (composta por Matogrosso e pela cantora Roberta Miranda), que ganhou espaço nas rádios FM dando um reconhecimento marcante para a dupla. A música "De Igual Pra Igual" foi regravada dois anos depois pelo cantor José Augusto.

## Faixas
| N.º | Título                      | Compositor(es)                      | Duração |  |
| 1.  | "Noite de Devaneio"         | Manoelito Nunes                     |         |  |
| 2.  | "Estrada Sem Saída"         | Manoelito Nunes                     |         |  |
| 3.  | "De Igual Pra Igual"        | Roberta Miranda/Matogrosso          |         |  |
| 4.  | "Mulher"                    | Mathias / Clemente                  |         |  |
| 5.  | "Chegada"                   | Carlos César / José Fortuna         |         |  |
| 6.  | "Triste Aniversário"        | Joel Marques / Alexandre            |         |  |
| 7.  | "Tributo a um Caminhoneiro" | Nil Bernardes / Chico Valente       |         |  |
| 8.  | "Em Teus Braços"            | Ana Franco / Matogrosso             |         |  |
| 9.  | "Céu na Boca"               | Carlos César / Virgínia Kheer       |         |  |
| 10. | "Por Acaso"                 | Mathias / Centavo                   |         |  |
| 11. | "Canção do Artista"         | Jack / Waldemar de Freitas Assunção |         |  |
| 12. | "A Voz de Quem Ama"         | Chrisostero /Chrisóstomo            |         |  |